# 12464 Manhattan
12464 Manhattan (1997 AH8) là một tiểu hành tinh vành đai chính được phát hiện ngày 2 tháng 1 năm 1997, bởi dự án Spacewatch, ở Đài thiên văn quốc gia Kitt Peak ở Hoa Kỳ.